# Walram IV (książę Limburgii)
Walram IV (ur. ok. 1220 r., zm. 12 października 1279 r.) – książę Limburgii od 1246/1247 r.

## Życie
Walram był młodszym synem księcia Limburgii i hrabiego Bergu Henryka IV i Irmgardy z Bergu. Po śmierci ojca objął tron w Limburgii, hrabstwo Bergu przypadło zaś jego starszemu bratu Adolfowi. Sprawował władzę w niespokojnym okresie wielkiego bezkrólewia. Popierał kandydata do tronu niemieckiego Wilhelma z Holandii, m.in. był jego posłem do Anglii. Po śmierci Wilhelma (1256 r.) Walram wsparł kolejnego pretendenta, Ryszarda z Kornwalii. 
Uczestniczył w licznych walkach arcybiskupów Kolonii przeciwko mieszczanom z Kolonii. W ich trakcie w 1268 r. dostał się do niewoli, w której przebywał ponad 3 miesiące.
Walram był dwukrotnie żonaty. W 1249 r. poślubił Juttę, córkę hrabiego Kleve Dytryka IV (VI). Jedynym dzieckiem z tego małżeństwa była córka Ermengarda (ur. ok. 1250). Jutta zmarła w 1275 r. W 1278 r. Walram ponownie się ożenił – z Kunegundą, córką margrabiego Brandenburgii na Salzwedel Ottona III. Była ona jednocześnie siostrzenicą króla Czech Przemysła Ottokara II, którego Walram wsparł w wojnie przeciwko Węgrom. To małżeństwo pozostało bezdzietne.